# Kehdolān
Kehdolān (persiska: کهدلان) är en ort i Iran.   Den ligger i provinsen Östazarbaijan, i den nordvästra delen av landet, 400 km nordväst om huvudstaden Teheran. Kehdolān ligger 2 165 meter över havet och antalet invånare är 397.
Terrängen runt Kehdolān är kuperad. Runt Kehdolān är det ganska glesbefolkat, med 43 invånare per kvadratkilometer. Närmaste större samhälle är Sharabīān, 7,5 km norr om Kehdolān. Trakten runt Kehdolān består i huvudsak av gräsmarker.